# 唐津線
唐津線（日语：／ Karatsu sen */?）是一條連接日本佐賀縣佐賀市的久保田車站與同縣唐津市的西唐津車站的鐵道路線（地方交通線），由九州旅客鐵道營運。

## 路線資料
- 管轄（事業類別）：九州旅客鐵道（第一種鐵道事業者）
- 路線距離（營業距離）：42.5公里[1]
- 軌距：1067毫米
- 站數：13個（包括起終點站）
  - 若只限屬於唐津線的車站，排除起點的久保田站（屬於長崎本線[2]）則為12個。
- 複線路段：沒有（全線單線）
- 電氣化路段：唐津站－西唐津站間（直流1500V）
- 閉塞方式：特殊自動閉塞式（軌道回路檢知式 久保田站－山本站間）、單線自動閉塞式（山本站－西唐津站間）

全線由本社鐵道事業本部直轄。

## 運行形態
路線名称上的南側端点雖是久保田車站，但是全列車行駛至長崎本線的佐賀車站。路線北側自山本至唐津、西唐津間與筑肥線西段共線，有筑肥線西段往來伊萬里方面的列車行駛；而唐津至西唐津間另有筑肥線東段往來姪濱、博多方面的列車行駛。

## 历史
- 1898年12月1日 【開業】唐津興業鐵道 山本 - 妙見（現西唐津） - 大島（貨）
- 1899年6月13日 【開業】嚴木 - 山本
- 1899年12月25日 【開業】莇原（現多久） - 嚴木
- 1900年4月 【名稱變更】唐津興業鐵道改名為唐津鐵道。
- 1902年2月23日 【合併】唐津鐵道被合併九州鐵道。
- 1903年4月18日 【開業】莇原 - 柚之木原（貨物支線）
- 1903年12月14日 【開業】久保田 - 莇原（全通）
- 1907年7月1日 【收購・國有化】九州鐵道因國有鐵路法被正式收購，成為官設鐵道。
- 1909年10月12日 【鐵道名稱制定】唐津線 久保田 - 西唐津並貨物支線
- 1912年1月17日 【開業】山本 - 岸嶽（貨物支線）
- 1912年9月21日 【旅客營運開始】山本 - 岸嶽
- 1967年12月1日 【廢止】多久 - 柚之木原（貨物支線）
- 1971年8月20日 【廢止】山本 - 岸嶽
- 1978年10月1日 【廢止】山本 - 相知炭坑（貨物支線）
- 1982年11月15日 【廢止】西唐津 - 大島（貨物支線）
- 1983年3月22日 【電氣化】唐津 - 西唐津（直流1500V）　【自動閉塞化】全線
- 1986年11月1日  【停止貨物服務運輸】全線
- 1987年4月1日 【繼承】國有鐵路民營化，由九州旅客鐵道繼承及營運

## 車站列表
為方便起見，由久保田側所有列車直通的長崎本線佐賀站開始記載。
- 電氣化狀況 … 交流電氣化：20kV 60Hz、直流電氣化：1500V
- （臨）：臨時站
- 所有列車都是普通列車（停靠所有車站）
- 所有車站都位於佐賀縣
- 軌道（唐津線內全線單線） … ◇、∨：可列車交會，｜：不可交會，∥：複線（長崎本線內）

| 路線名稱 | 電氣化狀況 | 中文站名         | 日文站名 | 英文站名 | 站間營業距離 | 久保田起計 營業距離 | 接續路線                                                    | 軌道 | 所在地 |
| -------- | ---------- | ---------------- | -------- | -------- | ------------ | ------------------- | ----------------------------------------------------------- | ---- | ------ |
| 長崎本線 | 交流電氣化 | 佐賀             |          |          | -            | 6.4                 | 九州旅客鐵道： 長崎本線（JK08）（鳥方向）                   | ∥    | 佐賀市 |
| 長崎本線 | 交流電氣化 | 鍋島             |          |          | 3.0          | 3.4                 |                                                             | ∥    | 佐賀市 |
| 長崎本線 | 交流電氣化 | （臨）熱氣球佐賀 |          |          | 1.8          | 1.6                 |                                                             | ∥    | 佐賀市 |
| 長崎本線 | 交流電氣化 | 久保田           |          |          | 1.6          | 0.0                 | 九州旅客鐵道：長崎本線（江北方向）                          | ∨    | 佐賀市 |
| 唐津線   | 非電氣化   | 久保田           |          |          | 1.6          | 0.0                 | 九州旅客鐵道：長崎本線（江北方向）                          | ∨    | 佐賀市 |
| 唐津線   | 非電氣化   | 小城             |          |          | 5.1          | 5.1                 |                                                             | ◇    | 小城市 |
| 唐津線   | 非電氣化   | 東多久           |          |          | 5.5          | 10.6                |                                                             | ◇    | 多久市 |
| 唐津線   | 非電氣化   | 中多久           |          |          | 3.0          | 13.6                |                                                             | ｜   | 多久市 |
| 唐津線   | 非電氣化   | 多久             |          |          | 1.6          | 15.2                |                                                             | ◇    | 多久市 |
| 唐津線   | 非電氣化   | 嚴木             |          |          | 5.6          | 20.8                |                                                             | ◇    | 唐津市 |
| 唐津線   | 非電氣化   | 岩屋             |          |          | 2.5          | 23.3                |                                                             | ｜   | 唐津市 |
| 唐津線   | 非電氣化   | 相知             |          |          | 2.7          | 26.0                |                                                             | ◇    | 唐津市 |
| 唐津線   | 非電氣化   | 本牟田部         |          |          | 4.1          | 30.1                |                                                             | ｜   | 唐津市 |
| 唐津線   | 非電氣化   | 山本             |          |          | 2.8          | 32.9                | 九州旅客鐵道：筑肥線（伊萬里方向：列車直通至西唐津站）      | ◇    | 唐津市 |
| 唐津線   | 非電氣化   | 鬼塚             |          |          | 3.7          | 36.6                |                                                             | ◇    | 唐津市 |
| 唐津線   | 直流電氣化 | 唐津             |          |          | 3.7          | 40.3                | 九州旅客鐵道： 筑肥線（姪濱方面：一部分列車直通至西唐津站） | ◇    | 唐津市 |
| 唐津線   | 直流電氣化 | 西唐津           |          |          | 2.2          | 42.5                |                                                             | ｜   | 唐津市 |

### 廢除路段

#### 岸嶽支線
接續路線的公司名、所在地以該路段廢除時為準。所在地的相知町、北波多村在2005年的市町村合併到佐賀縣唐津市。
| 中文站名 | 日文站名 | 英文站名 | 站間距離 | 營業距離 | 接續路線                             | 所在地           |
| -------- | -------- | -------- | -------- | -------- | ------------------------------------ | ---------------- |
| 山本     |          |          | -        | 0.0      | 日本國有鐵道：筑肥線、唐津線（本線） | 唐津市           |
| 牟田部   |          |          | 1.7      | 1.7      |                                      | 東松浦郡相知町   |
| 岸嶽     |          |          | 2.4      | 4.1      |                                      | 東松浦郡北波多村 |

#### 貨物支線
（貨）顯示貨物站。
- 多久站－（貨）柚之木原站
- 山本站－（貨）相知炭坑站
- 西唐津站－（貨）大島站